# B324
B324 är en ensam stjärna i Triangelgalaxen belägen i södra delen av stjärnbilden Triangeln och är den ljusaste stjärnan i galaxen. Den har en skenbar magnitud av ca 14,86 och kräver ett kraftfullt teleskop för att kunna observeras. Baserat på uppmätt parallax på ca 6,14 mas beräknas den befinna sig på ett avstånd av ca 2 800 000 ljusår från solen.

## Observation

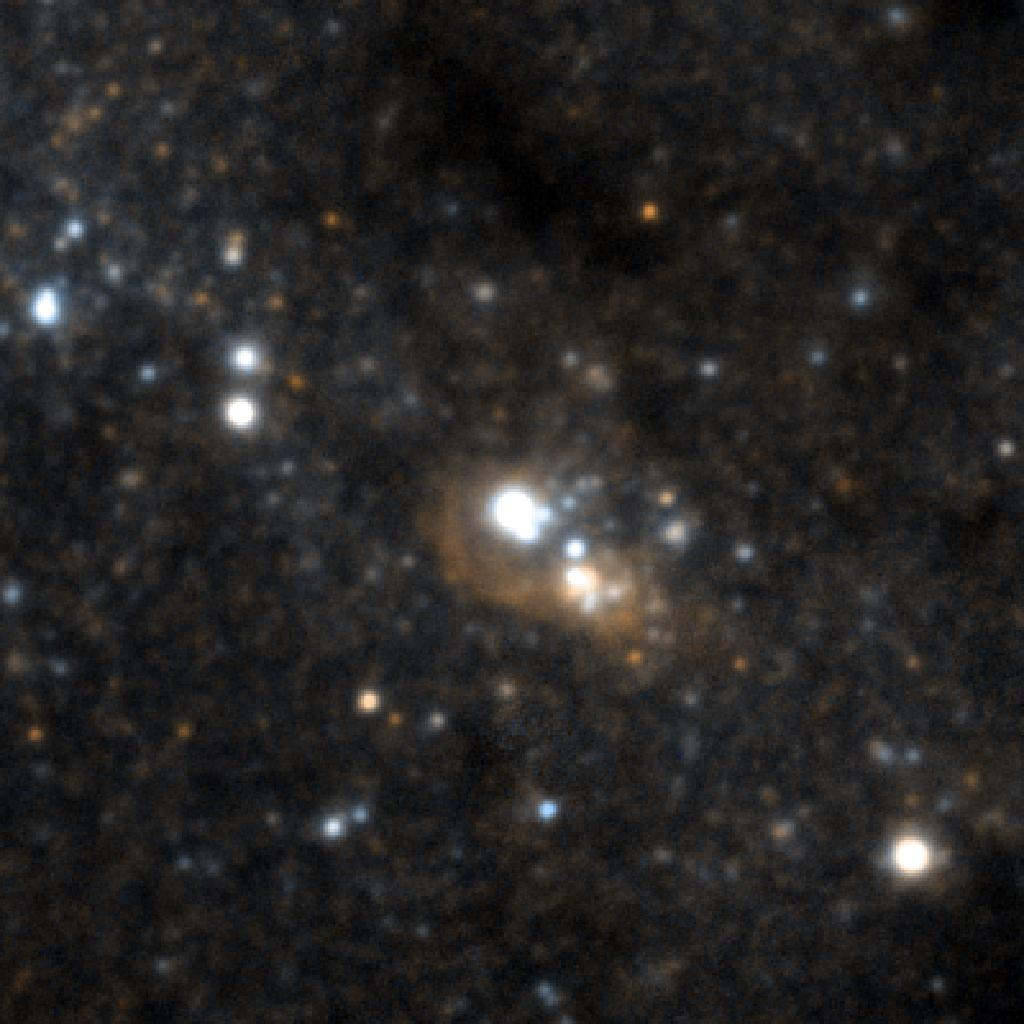
B324 är den ljusaste stjärnan i mitten.
Foto: NASA/UH - IfA

Stjärnan katalogiserades första gången 1980 av Humphreys och Sandage. Stjärnan visade sig vara den ljusaste stjärnan i galaxen. Den gavs spektraltyp A5e Ia och ansågs vara en blå superjätte med emissionslinjer.
År 1980 var stjärnan redan känd som en mycket ljusstark stjärna. Den absoluta visuella magnituden uppskattades till -9,4, vilket gör den ljusare än någon annan blå superjätte. Senare 1990 och 1996 angav två rapporter en ännu högre absolut magnitud på -10 och en ljusstyrka på 787 000 gånger solens.
Stjärnan har en P Cygni-profil, vilket vanligtvis anses vara en egenskap hos lysande blå variabel (LBV). Det finns dock i vissa andra stjärnor med hög massförlusthastighet, som IRC +10420. Särskilt dess ljusstyrka liknar den för en LBV som S Doradus under ett utbrott. Den delar också vissa egenskaper med hyperjätten HD 33579 av spektraltyp A.
Stjärnan föreslogs 1995 först vara en stjärna som liknar S Doradus baserat på de spektrala likheterna med Var B. Oberoende ett år senare kom en annan studie till samma slutsats baserat på den spektrala variationen och profilen. Den fick spektraltypen F0-F5Ia+. En studie från 2004 avvisade denna klassificering baserat på bristen på variabilitet hos stjärnan.
År 2012 fann en studie att stjärnan är mer lik kalla LBV än gula hyperjättar baserat på spektral variation, nyligen genomförda omgivande utstötningar och den mycket höga ljusstyrkan (som rapporten angav vara 2 miljoner gången solens, betydligt över Humphreys-Davidson-gränsen för stjärnor med temperatur som är jämförbara med stjärnans temperatur. Medan detta skulle innebära att stjärnan har hållit sig i ett utbrottstillstånd i ungefär 20 år så har vissa stjärnor stannat i detta tillstånd ännu längre.
En rapport från 2013 betvivlar dock denna klassificering. Ca II- och [Ca II]-emissionen är stark och stjärnan visar liten variation, vilket gör att den liknar post-RSG IRC +10420. B324 har också ett litet nära infrarött   överskott. Den höga härledda ljusstyrkan baserades på ett stort avstånd till M33 och ljusstyrkan reviderades till 863 000 gånger solens. Andra likheter med den gula hyperjätten som nämns ovan är liknande absorptionslinjespektra. Stjärnans temperatur uppskattades till 8 000 K med spektraltyp A8-F0Ia.
En rapport från 2016 anger en liknande ljusstyrka för stjärnan (873 000 gånger solen) och en något lägre temperatur på 6 970 K.
År 2017 föreslogs att stjärnan kan utvecklas till lägre temperatur istället, vilket tyder på att stjärnan ännu inte varit en röd superjätte.
Samma år publiserades ett dokument som stöder post-RSG-klassificeringen, som det lilla 12C/13C -förhållandet och Na I-emissionen, som finns i Rho Cassiopeiae, HR 8752 och andra gula hyperjättar.